# NGC 944
NGC 944 è una galassia lenticolare situata nella costellazione della Balena, a una distanza di circa 170 milioni di anni luce dalla nostra Via Lattea.

## Scoperta
La galassia è stata scoperta il 1 gennaio 1886 dall'astronomo statunitense Francis Leavenworth. La galassia è stata poi osservata dall'astronomo francese Stéphane Javelle il 7 dicembre 1891 e inserita nell'Index Catalogue con il codice IC 228.